# Жуково (Днепропетровская область)
Жуково (укр. Жукове) — село,
Межевский поселковый совет,
Синельниковский район,
Днепропетровская область,
Украина.
Код КОАТУУ — 1222655103. Население по переписи 2001 года составляло 2 человека.

## Географическое положение
Село Жуково находится в 1,5 км от села Вознесенское и в 2-х км от села Раздоры (Петропавловский район).

## История
- 1901 — дата основания.